# Royal E. Ingersoll

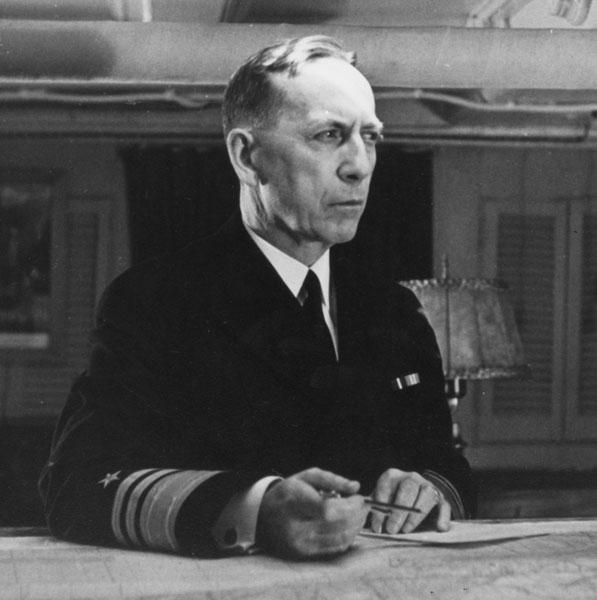
Admiral Royal E. Ingersoll

Royal Eason Ingersoll (* 20. Juni 1883 in Washington, D.C.; † 20. Mai 1976 in Bethesda, Maryland) war ein US-amerikanischer Admiral der US Navy, der unter anderem zwischen 1941 und 1944 Oberkommandierender der Atlantikflotte CINCLANT (US Atlantic Fleet) war und am 1. Juli 1942 zum Admiral befördert wurde. Er fungierte weiterhin von 1944 bis 1945 als stellvertretender Oberkommandierender der US-Flotte und zugleich als stellvertretender Chef für Marineoperationen (Deputy Chief of Naval Operations) war.

## Leben

### Militärische Ausbildung und Erster Weltkrieg
Ingersoll, Sohn von Konteradmiral Royal R. Ingersoll und dessen Ehefrau Cynthia Eason Ingersoll, absolvierte seine schulische Ausbildung in Annapolis, La Porte sowie der Wilmer’s Preparatory School. 1901 begann er seine Offiziersausbildung an der US Naval Academy, die er im Januar 1905 mit Auszeichnung abschloss. Im August 1905 nahm er als Offizier der US-Delegation an der Friedenskonferenz auf der Portsmouth Naval Shipyard teil, auf der am 5. September 1905 der Vertrag von Portsmouth zur Beendigung des Russisch-Japanischen Krieges geschlossen wurde. Im Anschluss folgte eine zweijährige Verwendung an Bord des Einheitslinienschiffes Missouri, des Kanonenbootes Marietta, des Transportschiffes Hancock sowie des Schlachtschiffes Connecticut, auf der er im Januar 1907 zum Leutnant zur See (Ensign) befördert wurde.
Nach weiteren Verwendungen war er zwischen 1911 und 1913 Ausbilder für Seemannschaften und Internationales Recht sowie zuletzt für Englisch der US Naval Academy. Im Anschluss war er Offizier im Asiengeschwader (US Asiatic Squadron) und dann an Bord des Panzerkreuzers New York, dem Flaggschiff der Asienflotte (US Asiatic Fleet), und war dort kurzzeitig Erster Leutnant. Danach folgte eine Verwendung als Aide-de-camp und Flaggleutnant des Chefs des Stabes der Asienflotte. Nach seiner Rückkehr in die USA wurde er im Juni 1916 Fernmeldeoffizier im Büro des Chief of Naval Operations im Marineministerium (US Department of the Navy), wo er im August 1916 auch zum Korvettenkapitän (Lieutenant Commander) befördert wurde.

### Zeit zwischen den Weltkriegen

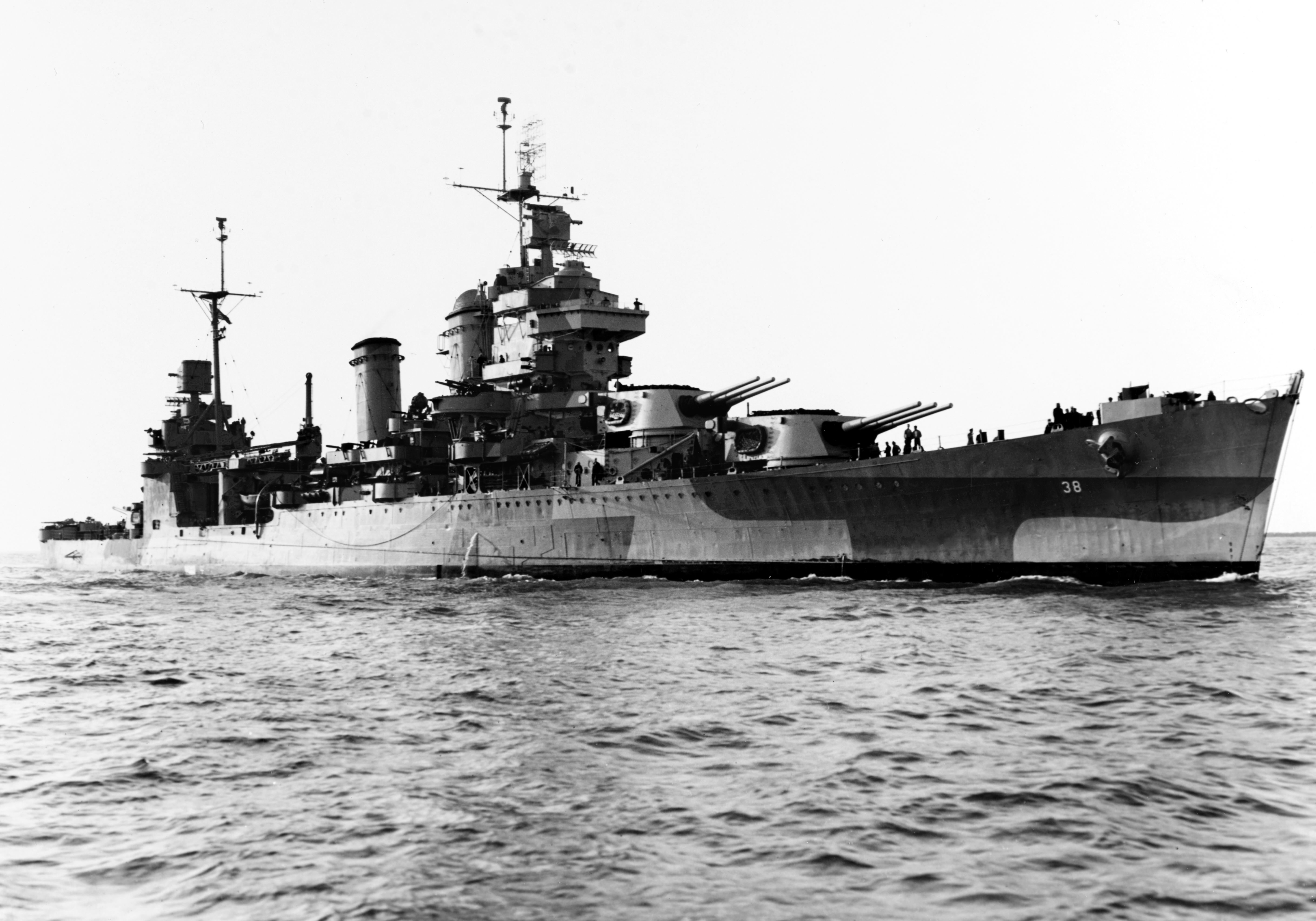
Im Februar 1934 wurde Kapitän zur See Ingersoll Kommandant des neu in Dienst gestellten Schweren Kreuzers San Francisco

Nach dem Ende des Ersten Weltkrieges wurde er in den Stab des Chief of Naval Operations  Admiral William Shepherd Benson berufen und befasste sich dort mit der Einrichtung einer Fernmeldeabteilung. Anschließend wurde er im Februar 1919 an Bord des Passagierschiffes SS George Washington versetzt und begleitete Präsident Woodrow Wilson bei dessen Fahrt über den Atlantischen Ozean. Danach folgte ab März 1919 eine erneute Verwendung auf dem Schlachtschiff Connecticut, dessen Erster Offizier (Executive Officer) er bis September 1920 war. Nachdem er im Juni 1921 zum Fregattenkapitän (Commander) befördert worden war, kehrte er ins Marineministerium zurück und versah dort Dienst in der Nachrichtendienst-Abteilung (Office of Naval Intelligence). Im März 1924 übernahm er schließlich sein erstes eigenes Kommando, und zwar als Kommandant des Patrouillenschiffs Nokomis, das zum Vermessungsschiff umgebaut wurde und an Arbeiten an der Nordküste Kubas vornahm.
Im Juni 1927 wurde Ingersoll zum Kapitän zur See (Captain) befördert und schloss einen Lehrgang am Naval War College in Rhode Island ab, woraufhin er ein Jahr lang Verwendung als Stabsoffizier am Naval War College verblieb. Im Anschluss wurde er im Juni 1928 Assistent des Chefs des Stabes der Schlachtschiffflotte (US Battle Fleet) und versah diesen Dienst an Bord von dessen Flaggschiff, dem Schlachtschiff California. Kurz nachdem Admiral William V. Pratt Oberkommandierender der Schlachtschiffflotte wurde, übernahm er ebenfalls den Posten als dessen Assistent auf dessen Flaggschiff, dem Schlachtschiff Texas. Daraufhin wechselte er im August 1930 abermals ins Marineministerium und war dort in der Abteilung Flottenausbildung im Büro des Chief of Naval Operations tätig, ehe er im Mai 1933 Kommandant des Schweren Kreuzers Augusta wurde.
Danach wechselte Ingersoll im November 1933 zur Marinewerft Mare Island Naval Shipyard, wo er sich auf die Indienststellung des Schweren Kreuzers San Francisco vorbereitete, dessen erster Kommandant er von Februar 1934 bis Juni 1935 war. Anschließend wechselte er erneut ins Marineministerium und fungierte dort drei Jahre lang bis Juli 1938 Leiter der Kriegsplanungsabteilung im Büro des Chefs für Marineoperationen war. In dieser Funktion war er im Juni 1936 Technischer Berater der US-amerikanischen Delegation bei der Londoner Flottenkonferenz war. Im Dezember 1937 reiste er abermals nach London, wo er sich mit den aus dem Londoner Flottenvertrag resultierenden Anforderungen zur Begrenzung der Flottenrüstung befasste.
Nach seiner Beförderung zum Konteradmiral (Rear Admiral) im Mai 1938 wurde Ingersoll im Juli 1938 Kommandeur der zur Aufklärungsflotte (US Scouting Fleet) gehörenden 6. Kreuzerdivision (Cruiser Division Six), wo ihm der Schwere Kreuzer Minneapolis zur Verfügung gestellt wurde.

### Zweiter Weltkrieg und Nachkriegszeit
Im Juli 1940 kehrte Ingersoll wiederum in Büro des Chief of Naval Operations, Admiral Harold R. Stark, zurück und war dessen Assistent. Am 30. Dezember 1941 übernahm als Nachfolger von Admiral Ernest J. King den Posten als Oberkommandierender der Atlantikflotte CINCLANT (US Atlantic Fleet). Als solcher wurde er im Januar 1942 auch zum Vizeadmiral (Vice Admiral) befördert mit dem Schweren Kreuzer USS Augusta als Flaggschiff. Am 1. Juli 1942 wurde er bereits zum Admiral befördert.
Ingersoll übernahm im November 1944 den Posten als Kommandeur der Seegrenze West (Western Sea Frontier) in San Francisco mit dem Status als stellvertretender Oberkommandierender der US-Flotte (Deputy Commander in Chief, US Fleet) und zugleich als stellvertretender Chef für Marineoperationen (Deputy Chief of Naval Operations). Diese Funktionen versah er bis zum April 1946 und trat schließlich im August 1946 nach 41 Dienstjahren in den Ruhestand. Für seine langjährigen Verdienste wurde er mehrfach ausgezeichnet und erhielt unter anderem das Navy Cross, die Navy Distinguished Service Medal, die American Defense Service Medal mit goldenem Stern, die American Campaign Medal, die European-African-Middle Eastern Campaign Medal mit drei Verdienststernen, die World War I Victory Medal sowie die World War II Victory Medal. Ferner wurde ihm das Ritterkreuz der französischen Ehrenlegion sowie das Großkreuz des brasilianischen Marineverdienstordens (Ordem do Mérito Naval) verliehen.
Aus seiner Ehe mit Louise Van Harlingen Ingersoll ging sein Sohn Royal Rodney Ingersoll hervor, der als Oberleutnant zur See bei einem Unfall auf dem Flugzeugträger Hornet Anfang Juni 1942 während der Schlacht um Midway ums Leben kam. Nach seinem Tode wurde Royal E. Ingersoll auf dem Pine Lake Cemetery in La Porte in Indiana beigesetzt.